# Bezirk Dresden

Bezirk Dresden var ett län i Östtyskland med Dresden som huvudort. Länet hade en area av 6 738 km² och 1 757 363 invånare (31 december 1988).

## Historia
Det grundades tillsammans med övriga 13 distrikt 25 juli 1952 och ersatte då de tidigare tyska delstaterna i Östtyskland. I samband med Tysklands återförening avvecklades distriktet och området blev återigen en del av delstaten Sachsen.

## Administrativ indelning
Länet Dresden delades in i två stadskrets (tyska:’’Stadtkreis’’) och femton distrikt/kretsar (tyska:Kreise): 

### Stadskretsar i Bezirk Dresden
- Dresden
- Görlitz

### Distrikt i Bezirk Dresden
| Distrikt (Kreis)     | Huvudort       |
| Kreis Bautzen        | Bautzen        |
| Kreis Bischofswerda  | Bischofswerda  |
| Kreis Dippoldiswalde | Dippoldiswalde |
| Kreis Dresden-Land   | Dresden        |
| Kreis Freital        | Freital        |
| Kreis Görlitz        | Görlitz        |
| Kreis Großenhain     | Großenhain     |
| Kreis Kamenz         | Kamenz         |
| Kreis Löbau          | Löbau          |
| Kreis Meissen        | Meissen        |
| Kreis Niesky         | Niesky         |
| Kreis Pirna          | Pirna          |
| Kreis Riesa          | Riesa          |
| Kreis Sebnitz        | Sebnitz        |
| Kreis Zittau         | Zittau         |